# Cos
Cos (en griego antiguo, Κῶς, Kōs; en griego moderno, Κως) es un municipio ubicado en la unidad regional homónima. Según el censo de 2021, tiene una población de 37 089 habitantes.
Ocupa la totalidad de la isla griega de Cos, situada en el mar Egeo.

## Historia

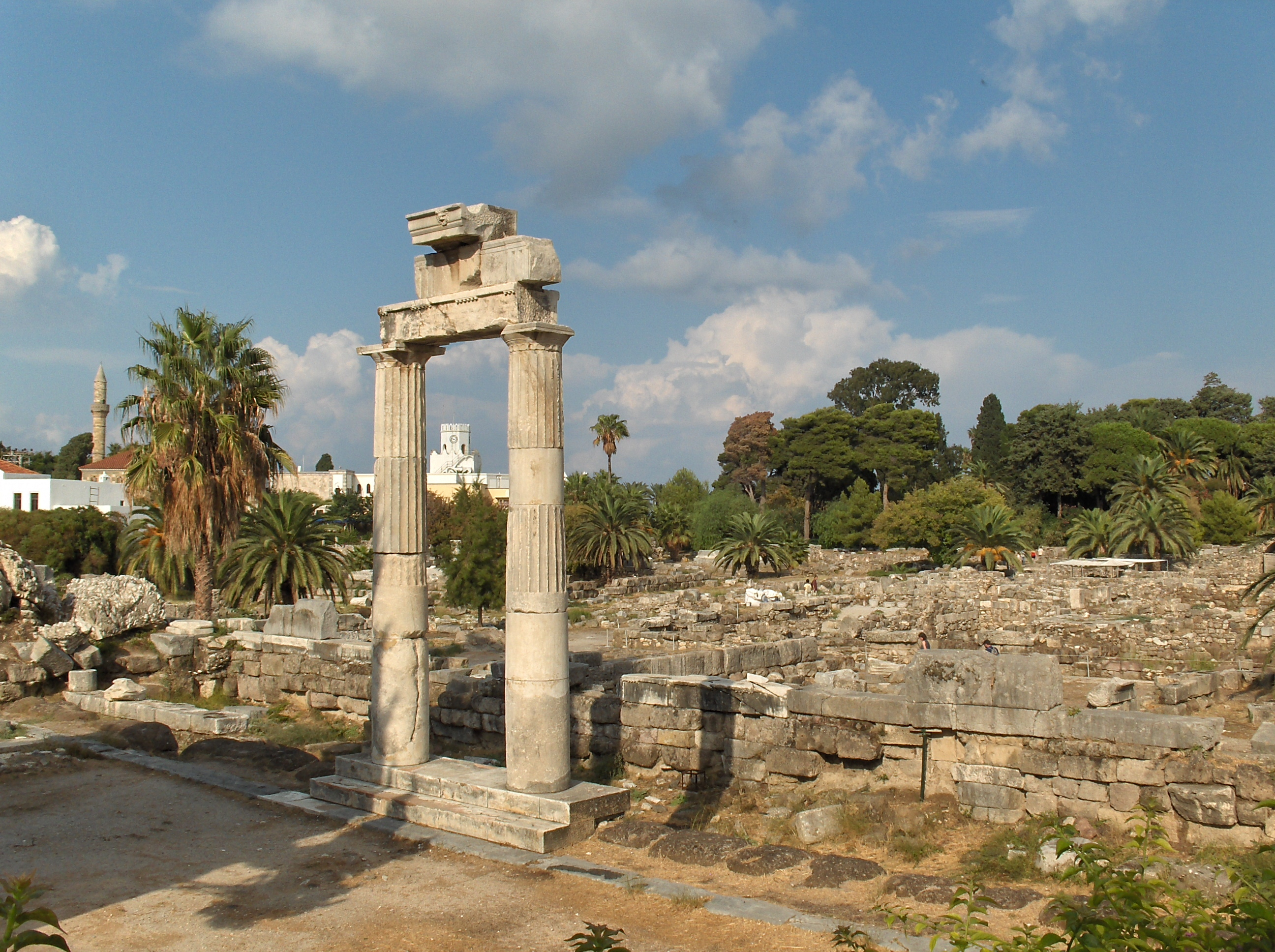
Ruinas del ágora de la ciudad de Cos.

Cos tuvo asentamientos importantes desde la Edad del Bronce. Las excavaciones del sitio de Seraglio han encontrado material desde el Heládico Antiguo y, a partir del Heládico Medio, se estableció en ese mismo lugar un asentamiento que debió funcionar como emporio minoico. El lugar sufrió una destrucción tal vez causada por la erupción de la isla de Tera pero luego se volvió a expandir a partir del periodo Heládico Tardío II/IIIA1, cuando se aprecia la presencia de cerámica y muros con características similares a los micénicos. El lugar sufrió otra destrucción en el Heládico Tardío IIIB pero se volvió a ocupar, aunque ya fue un asentamiento más modesto, hasta el Heládico Tardío IIIC. El siguiente periodo del que se halla material en la zona es el protogeométrico medio.
Según la tradición, su primer nombre fue Meropis, y después tuvo el de Ninfea. En la Ilíada se cuenta que un contingente de habitantes de la isla luchó junto con los griegos en la guerra de Troya.
La isla fue originalmente colonizada por los carios. Los dorios la invadieron en el siglo XI a. C., y en el siglo VIII a. C. se fundó la Hexápolis dórica, en la que participaban Cos, Cnido, Halicarnaso, Lindo, Yáliso y Camiro, que se reunían en el templo de Apolo Triopi, situado en la costa enfrente de Cos (actual Kavo-Crios).
Durante las guerras médicas fue gobernada por tiranos designados por Persia, hasta que los habitantes expulsaron en dos oportunidades a los invasores. En el siglo V a. C. se unió a la Liga de Delos, una confederación dirigida por los atenienses.
Dadas sus condiciones, la isla fue motivo de disputa entre persas y atenienses. Más tarde también intentaron conquistarla los macedonios, los carios y los romanos. La isla fue sometida por Persia en la segunda mitad del siglo VI a. C. y Cos llegó a convertirse en una de las islas más importantes de Asia Menor, por su floreciente comercio y sus conocidas sedas y perfumes.
Estando bajo dominio de Atenas, hacia el 460 a. C., nació en la isla Hipócrates.  
Fue fortificada por Alcibíades hacia el tercio final de la guerra del Peloponeso. La isla fue sometida por Esparta en 411 a. C. y permaneció tributaria de los espartanos hasta que en 394 a. C. se alió otra vez con Atenas, situación que se mantuvo hasta 335 a. C. en que reconoció la hegemonía de Macedonia.
En 333 a. C., fue ocupada por el general Memnón de Rodas al servicio de Persia, pero fue expulsado por los generales de  Alejandro Magno al cabo de poco tiempo. Permaneció como Estado nominalmente independiente de segundo orden. En 323 a. C., a la muerte de Alejandro, quedó en poder de los lágidas de Egipto.
En 85 a. C., se alió con Roma y después de una breve ocupación por los reyes del Ponto, desembarcaron los romanos y fue incluida en la provincia de Asia, pero como ciudad libre.
Claudio la reconoció como un Estado libre y parece que fue regida por una monarquía hasta Vespasiano. Antonino Pío reconstruyó la ciudad de Cos destruida por un terremoto. Otra ciudad de la isla fue Astipalea.
Fue bizantina hasta el siglo XII, a cuya mitad se habían establecido los genoveses, pero la soberanía bizantina nominal continuó hasta 1205, en que fue declarada parte del Imperio Latino. En 1261, la soberanía fue reconocida por el Imperio bizantino, pero el dominio útil quedó en manos de los genoveses. En 1302, los genoveses la declararon posesión de la República de Génova, y en 1306 el almirante genovés Vignolo de' Vignoli y la potencia marítima permitió asentarsea los Caballeros de San Juan de Rodas, contra el pago de un alquiler, que se habían establecido allí en 1315; en esta época la isla se llamaba Lango.
Su posesión no fue reconocida por Bizancio, que otorgó la concesión a los genoveses Giustiniani de Quíos, en 1362, y allí tuvieron alguna factoría, pero un siglo después, antes de 1481, los genovéses volvieron a alquilarla concesionaria en favor de los caballeros.
Doscientos años después los caballeros se enfrentaron a la amenaza de una invasión turca, por lo que abandonaron la isla.
El Imperio otomano gobernó Cos durante 400 años, hasta que fue transferida a Italia en 1912.
En la Segunda Guerra Mundial, la isla estuvo ocupada por Alemania desde octubre de 1943 hasta 1945, cuando se convirtió en un protectorado británico, que la cedió a Grecia en 1947.

## Morfología

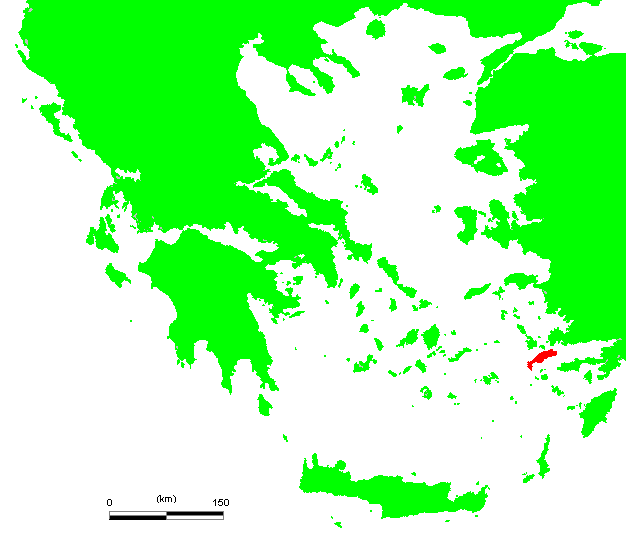
Mapa de situación de Cos en el Mar Egeo.

Tiene una forma alargada y estrecha de 45 por 11 kilómetros, con varias elevaciones que culminan en el monte Díkeo, de 846 metros, al este de la isla. La isla produce cereales, uvas, aceitunas, hortalizas y fruta en general. También está muy generalizada la cría de aves de corral. La pequeña industria y la artesanía desarrollan una gran actividad, especialmente la elaboración de tejidos hechos a mano y la cerámica. La isla es parte de una cadena montañosa de la cual se separó tras un terremoto y hundimiento que ocurrieron en épocas antiguas. Estas montañas incluyen a Kalymnos y a Kappari, que se encuentran separadas por una grieta subacuática de más de 70 metros de profundidad, así como al volcán de Nisyros en las islas circundantes.
Hay una amplia variedad de rocas relacionadas con la formación geográfica de la isla. Entre estas se destacan las capas cuaternarias en las que se han encontrado restos fósiles de mamíferos como caballos, hipopótamos y elefantes. Un molar fósil de un elefante de proporciones gigantescas se expone en el Museo de Peleontología de la Universidad de Atenas.
Las orillas de la isla de Cos están bañadas por las aguas del mar Karpathian. Sus costas tienen 112 km de largo y están cubiertas por playas inmaculadas, haciendo del turismo la industria más importante de la zona. El cultivo es la ocupación principal de muchos habitantes de la isla, siendo los principales la uva, la almendra, el higo, la aceituna y el tomate, junto con el trigo y el maíz. La lechuga Cos puede crecer en la isla, pero el nombre no está relacionado con la misma.

## Cultura

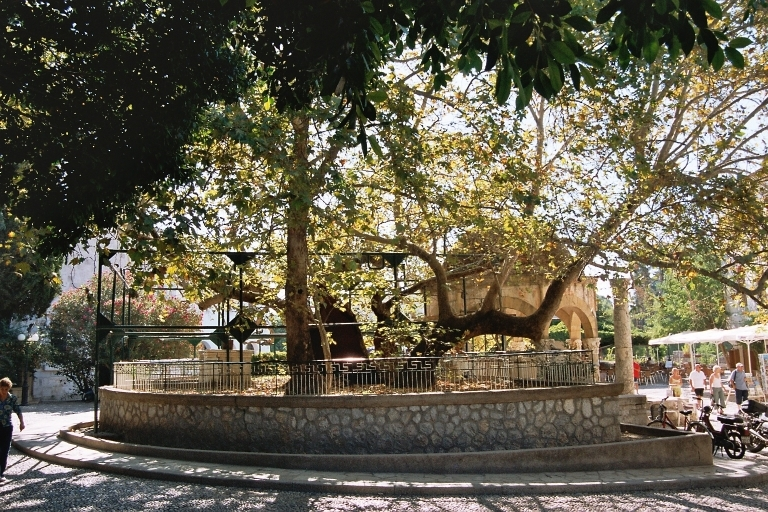
El Árbol de Hipócrates.

El puerto principal y centro poblacional de la isla, también llamado Cos, es el centro turístico y cultural, con hoteles, restaurantes y algunos clubes nocturnos. La ciudad tiene una fortaleza del siglo XIV en la entrada de su puerto, erigida en 1315 por los Caballeros de San Juan de Rodas.

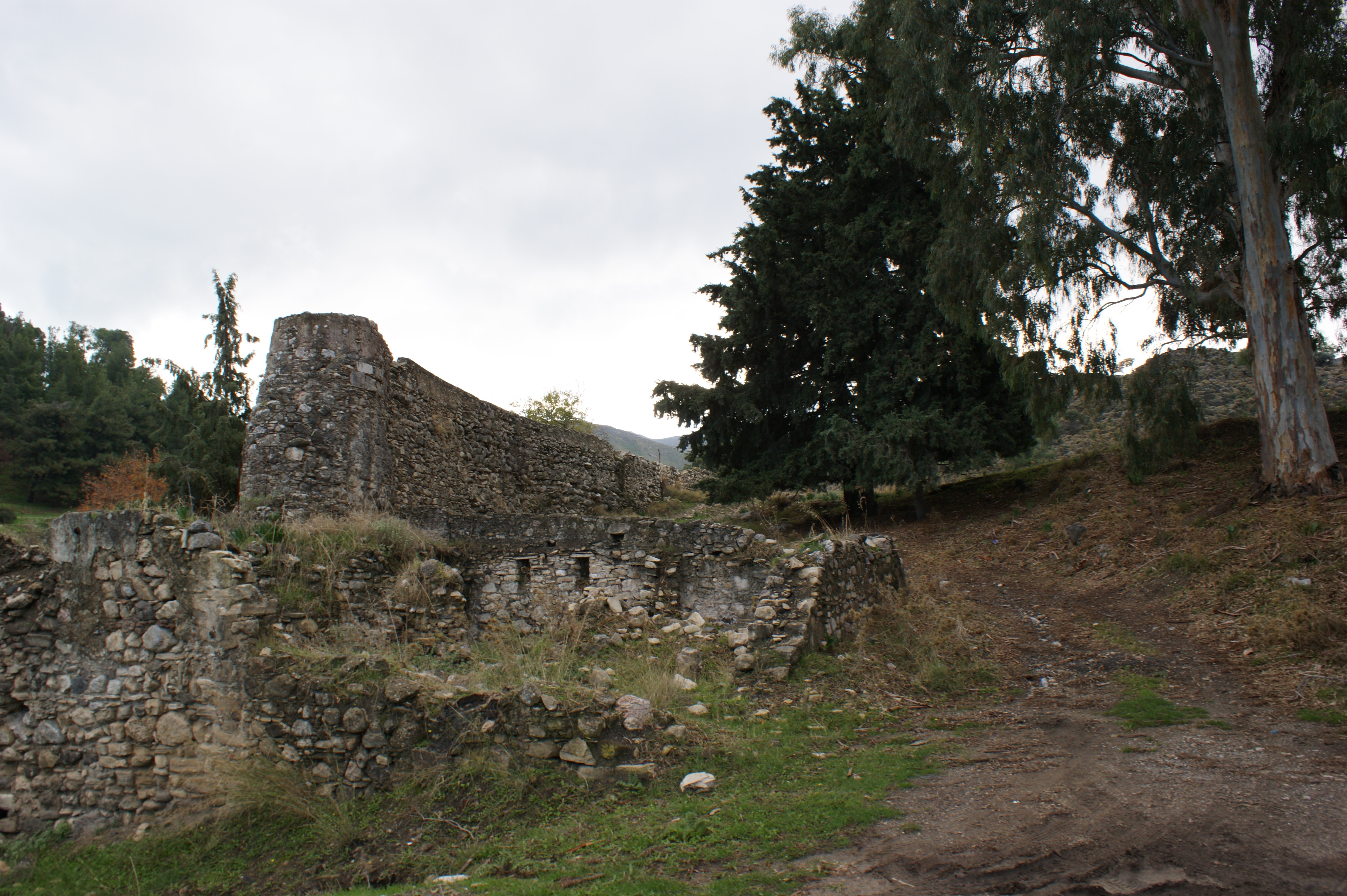
Asclepeion de Cos.

Se cree que el antiguo médico Hipócrates nació en Cos, y en medio de la ciudad se levanta el Árbol de Hipócrates, un templo donde tradicionalmente se cree que enseñó. La pequeña ciudad es asimismo sede del Instituto Internacional Hipocrático y el Museo Hipocrático, dedicado a él. Cerca del Instituto se encuentran las ruinas del Asclepeion, donde Heródico enseñó medicina hipocrática.
Los pueblos principales de la isla de Cos son Iraklides (que incluye a Kardamena, Kéfalos y Antimaquia), Tigaki, Mastihari, Marmari y Pyli. Otros más pequeños son Zia, Zipari, Platani, Lagoudi y Asfendiou.

## Religión

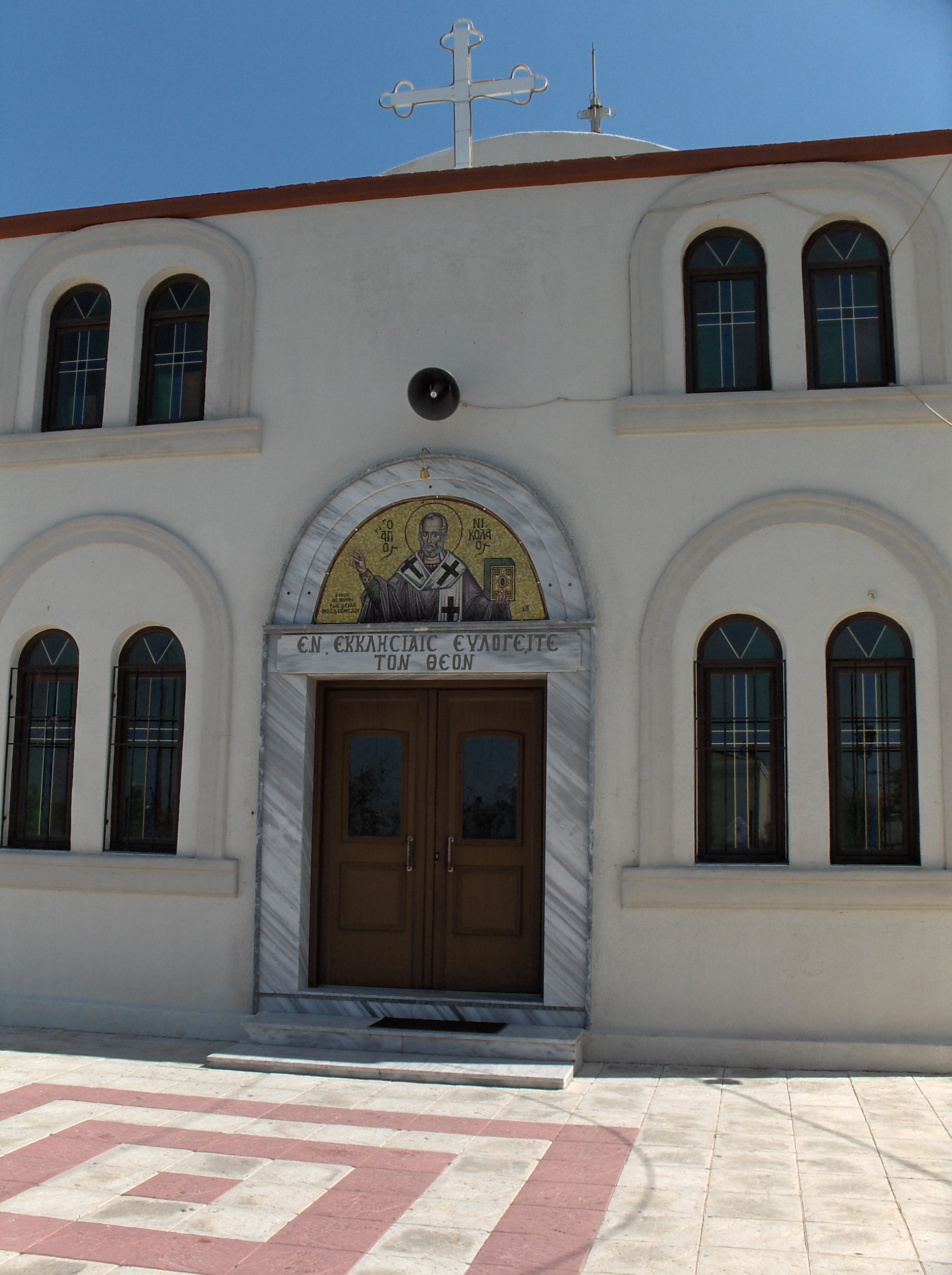
Iglesia ortodoxa griega en Pili, en la isla de Cos.

La principal religión practicada es la griega ortodoxa y como tal, Cos tiene una de las cuatro catedrales de todo el Dodecaneso. También hay una iglesia católica en la isla y una mezquita para la comunidad musulmana de Cos. En la sinagoga han dejado de celebrarse ceremonias religiosas, ya que la comunidad judía fue prácticamente eliminada por los nazis en la Segunda Guerra Mundial. Sin embargo, ha sido restaurada, se mantiene con todos sus símbolos religiosos intactos, y es utilizada actualmente por la Municipalidad de Cos para varios eventos, principalmente culturales.

## Transportes

### Por barco
Desde El Pireo salen diariamente barcos a Cos. Estos barcos tardan entre 12 y 17 horas en llegar a la isla, ya que también hacen escala en otras islas del Egeo además de Cos. El destino final de estos barcos es Rodas. También tiene un enlace marítimo diario con Bodrum, Turquía, cuyo recorrido dura unos 45 minutos.

### Por avión
Hay vuelos diarios desde Atenas que duran 45 minutos y desde Rodas de 25 minutos. Igualmente hay vuelos desde Leros tres veces por semana con una duración de 15 minutos.